# Lev Solomonovich Skvirsky

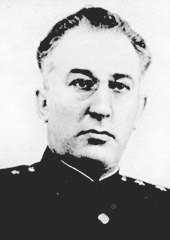
Trung tướng Lev Solomonovich Skvirsky

Lev Solomonovich Skvirsky (tiếng Nga: Лев Соломонович Сквирский; 15 tháng 9 năm 1903 - 5 tháng 4 năm 1990) là một trung tướng và chỉ huy quân đội Liên Xô. Trong Chiến tranh thế giới thứ hai, Skvirsky được bổ nhiệm làm tham mưu trưởng cho Tập đoàn quân 14 ở Karelia vào năm 1940 và cho toàn bộ Mặt trận Karelian vào năm 1941-1943. Ông cũng là tư lệnh Tập đoàn quân 26 trong các năm 1943-1945.

## Tiểu sử
Lev Skvirsky sinh ra trong một gia đình Do Thái ở làng Stepantsi gần vùng Cherkasy vào năm 1903. Là một người lính Hồng quân trong Nội chiến Nga, anh tham gia chiến đấu chống lại lực lượng Bạch vệ của Anton Denikin.
Ông được đào tạo về chỉ huy bộ binh tại các khóa học ở Chernigov và Kiev trong những năm 1920. Skvirsky từng là trung đội trưởng và đại đội trưởng trong các đơn vị bộ binh của Hồng quân. Ông gia nhập Đảng Cộng sản Liên Xô (những người Bolshevik) vào năm 1924.
Skvirsky làm sĩ quan tham mưu và một số chức vị trong học viện quân sự vào những năm 1930, và tốt nghiệp Học viện Quân sự Frunze, nơi ông cũng giảng dạy. Được bổ nhiệm làm sĩ quan tham mưu cho Tập đoàn quân 14 đóng tại Quân khu Leningrad vào tháng 9 năm 1939, ông tham gia Chiến tranh Phần Lan của Liên Xô 1939-1940 và được bổ nhiệm làm tham mưu trưởng Quân đoàn 14 vào tháng 10 năm 1940.
Tập đoàn quân 14 đã chiến đấu chống lại cả quân đội Đức và Phần Lan sau cuộc xâm lược của Đức Quốc xã vào Liên Xô vào tháng 6 năm 1941. Skvirsky được thăng chức tham mưu trưởng Phương diện quân Karelian mới thành lập vào tháng 9 năm 1941. Được bổ nhiệm làm tư lệnh Tập đoàn quân 26 vào tháng 5 năm 1943, ông chỉ đạo cuộc tiến công của Liên Xô chống lại người Phần Lan trong cuộc giao tranh xung quanh Vyborg (Viipuri) và Petrozavodsk (Petroskoi).
Skvirsky từng là tham mưu trưởng cho các quân khu Belomorsky và Ural và giảng dạy tại các học viện quân sự trong thời kỳ sau chiến tranh rồi nghỉ hưu vào năm 1960.
Skvirsky qua đời năm 1990 ở tuổi 86, và được chôn cất tại Nghĩa trang Troyekurovskoye ở ngoại ô Moskva.

## Danh hiệu và giải thưởng
- Huân chương Lenin
- Huân chương Cờ Đỏ, bốn lần
- Huân chương Kutuzov, hạng 2
- Huân chương Sao Đỏ, hai lần